# Mark Kinzer
 (mai 2023).
Si vous disposez d'ouvrages ou d'articles de référence ou si vous connaissez des sites web de qualité traitant du thème abordé ici, merci de compléter l'article en donnant les références utiles à sa vérifiabilité et en les liant à la section « Notes et références ».
Mark Kinzer (né en 1952 à Detroit) est un rabbin juif messianique américain.

## Biographie
Né dans une famille juive conservatrice, il devient juif messianique en 1971 et obtient un doctorat en études proche-orientales en 1995 à l'université du Michigan.
En 1997, il cofonde le mouvement Hashivenu, un mouvement juif messianique qui cherche à s'engager plus sérieusement dans la tradition intellectuelle juive. Hashivenu prône l'engagement dans la tradition rabbinique post-biblique et le rejet de certains écrits chrétiens post-scripturaux jugés non pertinents. Il en est le président depuis 2000.
Il a été ordonné rabbin par l'Union des congrégations juives messianiques en 2001. Il est l'un des membres fondateurs du Conseil rabbinique juif messianique en 2006.
Il a enseigné à l'université du Michigan et au Fuller Theological Seminary. 

## Pensée
Il défend un judaïsme messianique observant la Torah et engagé dans la tradition et l'héritage juifs, par opposition aux courants plus évangéliques.
En 2005, il a publié Post-Missionary Messianic Judaism : Redefining Christian Engagement with the Jewish People, qui cherche à réfuter la théologie de la substitution. Il a inventé le terme "ecclésiologie bilatérale", exprimant l'idée que l'Église est composée de deux corps juifs et païens distincts mais unis, car l'alliance de Dieu avec le peuple juif est éternelle et ne peut être rompue. Kinzer soutient donc que la loi et la pratique juives sont toujours contraignantes pour les Juifs. Tout en croyant en Jésus, le peuple juif doit conserver une identité religieuse et nationale distincte sans assimilation.
Kinzer est également connu pour son dialogue avec l'Église catholique. Il a notamment participé aux conversations entre catholiques et juifs messianiques qui eurent lieu à Rome dans les années 2000, à l’initiative du théologien dominicain Georges Cottier.  

## Œuvres
- Postmissionary Messianic Judaism: Redefining Christian Engagement with the Jewish People, Brazos Press, 2005.
- Taming the Tongue, First Fruit of Zion, 2015
- Scrutant son propre mystère. Nostra ætate, le Peuple juif et l’identité de l’Église, (2015), préf. cardinal Schönborn, Paris, Parole et Silence, 2016, 312 p.
- Le messie d’Israël et le peuple de Dieu. Vision d’une fidélité juive messianique à l’Alliance, (2011), Parole et Silence, Paris, 2018.
- Jerusalem Crucified, Jerusalem Risen: The Resurrected Messiah, the Jewish People, and the Land of Promise, Cascade Books, 2018.
- Besorah: The Resurrection of Jerusalem and the Healing of a Fractured Gospel with Russell Resnik, Cascade Books, 2021.